# アルファゾーン
『アルファゾーン』は、永井幸二郎による日本の漫画作品。『月刊少年マガジン』（講談社）1997年6月号～1998年5月号、『月刊少年マガジン増刊GREAT』（同）1998年7月号～2000年1月号掲載。

## ストーリー
2019年、東京。京浜署殺人課の刑事、黒姫と古谷は管内で起きた連続殺人事件の捜査を担当する。極端に違う犯行手口から当初は別事件とも思われたが、同署犯罪分析官の大石は被害者達に脳の一部の欠損という共通点があることを指摘する。
新たな死体の発見により黒姫たちは発見現場へ赴くが、何者かに狙撃される。古谷は犯人らしき人物の特徴ある銃の構え方から、それが大石だと気付く。車で逃走を図る犯人を追跡しようとした黒姫は爆弾トラップにかかり重傷を負う。
黒姫が入院している間に捜査は警視庁特捜6課が引き継ぎ、黒姫たち京浜署は捜査から外される。退院した黒姫は古谷と共に事情の説明を求め、特捜6課の沢井の下に向かう。沢井は極秘を条件に、捜査状況と、大石が既に死体で発見されていることを明かすが、それ以上の黒姫たちの介入を拒否する。
黒姫は沢井の差し金で停職処分、自宅待機となる。自宅の黒姫の前に謎の女が現れる。女はアルファと名乗り、幻覚とも現実とも判断のつかない光景を黒姫に見せる。
古谷は大石の残したビデオメールの存在に気付くが、その古谷を刺客が襲う。刺客を撃退した黒姫は、命令を出した人物を刺客に吐かせようとするが、沢井の部下の常盤が「安全装置」を使用し刺客の口を封じる。常盤は古谷たちの殺害失敗を沢井に報告し、戻ろうとするところをアルファに襲われる。アルファは常盤から「ジーンネット」というキーワードを知る。
一方、黒姫は大石の残したビデオメールから、大石の視線が向かう彼女の手元に何らかの手がかりがあることを見抜く。京浜署内の監視カメラ映像には大石の手元が映っているはずだが、沢井に動きを封じられた黒姫たちにはその映像を確認できない。黒姫は旧知のハッカー・ヤンに京浜署の管理システムへのハッキングを依頼するため、古谷と共にR地区に向かう。

## 登場人物

### 主要人物
黒姫沙機（くろひめ さき）
京浜署殺人課刑事。29歳。男性。感情というものがほぼ欠落しており、その引き換えと思われる特殊なカンの良さを持っている。沢井の特捜6課創設前には、彼の部下だった。
古谷和成（ふるや かずなり）
京浜署殺人課刑事。黒姫とコンビを組んでいる。黒姫とは対照的に優しい性格のため、黒姫の無感情を冷酷と感じ反発したりもしている。事件で関わった人物に感情移入する傾向があり、黒姫や相模からしばしばたしなめられている。
アルファ
深神が遺伝子操作技術で作り出した新種の生物。外見は若い女性のそれだが、人間以上の筋力、反射神経、運動能力を持つ。人間の脳からその人物の知識や記憶を直接取り込み、自分のものとする能力がある。
深神慎一郎（ふかがみ しんいちろう）
アルファの生みの親。ジーンネット社創立メンバーの一人。現在はジーンネット社からは離れているが、会長ダイソンの支援の下、独自に研究を続けている。周囲に対しては年金生活の老人として振る舞っている。

### 京浜署
課長
京浜署殺人課の課長。黒姫と古谷の上司。かつては同署機動捜査課の課長だった。特捜6課の追跡から、部下の黒姫と古谷を守ろうとする。
相模集平（さがみ しゅんぺい）
京浜署機動捜査課所属。同署格闘術教官。31歳。かつての上司だった殺人課課長の依頼で、特捜6課に追われる黒姫と古谷の身柄を先に保護しようとする。
大石麗子（おおいし れいこ）
京浜署犯罪分析官。黒姫とは恋人と言える関係だが、黒姫の性格上、普通の恋人同士のようにはいっていない。黒姫の特殊な才能に対しては、研究者としての興味も持っている。

### 警視庁特捜6課
沢井によって創設された警視庁内の特殊部署。独自の判断で活動する特権がある。外部に対しては、存在そのものが秘密にされている。
沢井光（さわい ひかる）
特捜6課課長。警視。目的のためには手段を選ばず、部下をも捨て駒にする非情な人物。ジーンネット社のコンラッドと深いパイプを持ち、それを後ろ盾として特捜6課に対する干渉を排除している。アルファの危険性を知り、隠蔽、抹殺しようとしている。
常盤里深（ときわ さとみ）
特捜6課長補佐官。沢井の腹心。沢井のようには非情に徹しきれず、内心煩悶を抱えているが、職務には忠実。

### ジーンネット社
ヒューマンゲノム計画で、解析を成功させた5人の学者により、1998年創立された。遺伝子工学に関する特許と、その応用医療技術で世界的企業となる。世界各国の有力者にも大きな影響力を持っている。本社はアメリカのシアトル。
レイ・ダイソン
ジーンネット社会長。創立メンバーの一人。現在は研究からは身を引き、経営に専念している。深神のアルファ研究を支援しているが、あくまで研究成果をビジネス上の利益にするためと考えている。
マイケル・D・コンラッド
ジーンネット社研究部長。創立メンバーの一人。深神に対し研究者としての激しい嫉妬心を抱いている。沢井を通じて深神のアルファのデータを手に入れようと画策する。

### R地区
東京の整備計画から取り残された旧市街地。スラム化し、犯罪組織が拠点を置くなど無法地帯と思われているが、案外、内の住民は普通に暮らしている。ヴィンセント・タン（語）という特殊な言語が使われ、これを話せない者に対して排他的である。
ヤン
情報屋。ハッカー。R地区の顔役。常に面をかぶっており、正体は不明。政界関係者のスキャンダルなども握っており、ヤンやR地区には警察も容易には手を出せない。黒姫とは旧知の仲。
菜緒（なお）
R地区で子供たちの教師役をしている少女。子供たちの面倒を見ることで、ヤンから援助を受け暮らしを立てている。

### APPT
Acquired Physically Progressive Technoloid。強化人間、PIIなどと呼ばれる。コンラッドが研究中の、人体を強化改造して戦闘力を上げた人間。人体の強化改造は国際法で禁止されているため極秘の存在である。
ソフィア・ジェンマ
ジーンネット社日本支社所属。コンラッドが沢井の下につけた強化人間。ソフィアの場合、戦闘は付加能力で沢井の副官として行動が主。
ヒロコ
コンラッドが沢井の下に送った戦闘用強化人間。精神矯正が不十分なため精神的に不安定。剪断ワイヤー射出装置を両腕に取り付け武器として使う。
フレデリック（フレッド）
コンラッドがヒロコと共に沢井の下に送った戦闘用強化人間。戦闘力ではヒロコに及ばないが精神的には安定している。ヒロコと同じくワイヤー射出装置を武器にしている。

### エレメント
ジーンネット社所有の研究実験用宇宙ステーション。
ジェシカ・ブローニング
ジーンネット社創立メンバーの一人。フィンランド出身。39歳。28歳でノーベル医学賞受賞。1年前、エレメントで起きた集団自殺事件の唯一の生き残り。現在は精神障害者用保護施設に収容されている。
ジル・ブローニング
ジェシカの「娘」。ジェシカによる、もうひとつの「アルファ」。ジルの存在にはエレメントのインフラが必要なため、エレメント以外では存続できない。そのため、エレメントや中枢である森林区を破壊しようとするものに対し、激しい敵意を持つ。

### その他
ティム・マクレガー
元米空軍少佐。ジーンネット社に雇われた、エレメントへの突入作戦指揮官。

## 単行本
- 講談社コミックス月マ。全6巻。
  - 第1巻 1997年11月17日刊 ISBN 4-06-333602-6
  - 第2巻 1998年3月17日刊 ISBN 4-06-333615-8
  - 第3巻 1998年6月17日刊 ISBN 4-06-333630-1
  - 第4巻 1999年3月17日刊 ISBN 4-06-333672-7
  - 第5巻 1999年7月16日刊 ISBN 4-06-333689-1
  - 第6巻 2000年3月16日刊 ISBN 4-06-333718-9